# Distretto di Miyagi
Il distretto di Miyagi (宮城郡, Miyagi-gun?) è uno dei distretti della prefettura di Miyagi, in Giappone.
Attualmente fanno parte del distretto i comuni di Matsushima, Rifu e Shichigahama.
| Controllo di autorità | VIAF (EN) 258473591 · NDL (EN, JA) 00632200 |